# Liste von Bergen oder Erhebungen in Mosambik
Dies ist eine Liste von Bergen oder Erhebungen in Mosambik:
| Höhe   | Name            | Region   | Koordinate            | Bemerkung                                                       |
| ------ | --------------- | -------- | --------------------- | --------------------------------------------------------------- |
| 2436 m | Monte Binga     | Manica   | 19° 47′ S, 033° 04′ O | höchste Erhebung in Mosambik                                    |
| 2419 m | Monte Namuli    | Zambézia | 15° 23′ S, 037° 02′ O |                                                                 |
| 2067 m | Monte Currarre  | Zambézia | 15° 11′ S, 037° 04′ O |                                                                 |
| 2054 m | Serra Chiperone | Zambézia | 16° 29′ S, 035° 43′ O |                                                                 |
| 1980 m | Panga           | Manica   | 18° 35′ S, 032° 55′ O |                                                                 |
| 1887 m | Gorungue        | Manica   | 18° 41′ S, 032° 58′ O |                                                                 |
| 1863 m | Monte Nhandore  | Sofala   | 18° 26′ S, 034° 02′ O |                                                                 |
| 1856 m | Monte Zombue    | Sofala   | 18° 22′ S, 034° 04′ O |                                                                 |
| 1850 m | Serra Nhatoa    | Manica   | 18° 07′ S, 033° 01′ O |                                                                 |
| 1850 m | Monte Mepulo    | Tete     | 15° 12′ S, 034° 29′ O |                                                                 |
| 1841 m | Monte Dezenza   | Tete     | 15° 06′ S, 034° 32′ O |                                                                 |
| 1790 m | Barauro         | Manica   | 18° 02′ S, 033° 05′ O |                                                                 |
| 1700 m | Monte Mabu      | Zambézia | 16° 18′ S, 036° 24′ O | Die Bergwelt des Mabu wurde erst 2005 wissenschaftlich entdeckt |